# Muntenië

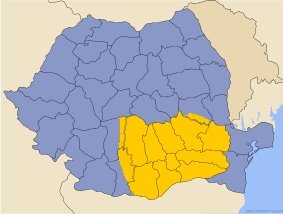
Muntenië (geel) op de kaart van Roemenië

Muntenië of Groot-Walachije is een historische provincie van Roemenië. Ze maakt deel uit van Walachije en wordt in het westen van Klein-Walachije of Oltenië gescheiden door de rivier de Olt. Verder wordt ze begrensd door de Donau in het zuiden en oosten, de zuidelijke Karpaten in het noorden en Moldavië in het noordoosten.
De belangrijkste stad in Muntenië is de Roemeense hoofdstad Boekarest. Grote steden in Muntenië zijn daarnaast de havenstad Brăila en de raffinaderijenstad Ploiești.

## Districten
Muntenië bestaat uit de districten: Argeș, Teleorman, Giurgiu, Dâmbovița, Ilfov, Prahova, Buzău, Ialomița, Călărași en Brăila.

## Grootste steden
| Stad       | Inwoners  |
| ---------- | --------- |
| Boekarest  | 1,921,751 |
| Ploiești   | 232.452   |
| Brăila     | 216.929   |
| Pitești    | 168.000   |
| Buzău      | 134,227   |
| Târgoviște | 86.000    |